# Konsumcannabisgesetz
Das Konsumcannabisgesetz (KCanG) ist ein deutsches Bundesgesetz, das seit dem 1. April 2024 auf Cannabis zu Konsumzwecken angewendet wird. Es wurde am 27. März 2024 als Art. 1 des Cannabisgesetzes im Bundesgesetzblatt verkündet. Dagegen gilt für Cannabis zu medizinischen Zwecken das Medizinal-Cannabisgesetz (MedCanG).

## Inhalt
Der Anbau und die Weitergabe von Cannabis sind gemäß § 2 Abs. 1 Nr. 2 und 7 Konsumcannabisgesetz (KCanG) grundsätzlich verboten.
Von dem verbotenen Umgang mit Cannabis sind gem. § 2 Abs. 3 KCanG für Personen, die das 18. Lebensjahr vollendet haben, ausgenommen
1. der Umgang mit Cannabis zu wissenschaftlichen Zwecken (erlaubnispflichtig),
2. der Besitz von bis zu 25 Gramm Cannabis (in der seit mindestens sechs Monaten bewohnten Wohnung sind bis zu 50 Gramm erlaubt),
3. der private Eigenanbau von bis zu drei Cannabis-Pflanzen (in der seit mindestens sechs Monaten bewohnten Wohnung) und
4. der gemeinschaftliche Eigenanbau, die Weitergabe und Entgegennahme von Cannabis in Anbauvereinigungen, die eine Erlaubnis erhalten haben.[2]

Seit dem 1. Juli 2024 können Anbauvereinigungen genehmigt werden.
Verstöße gegen die Regelungen sind gem. §§ 34-36 KCanG straf- bzw. bußgeldbewehrt.